# Attentati di Mosca del 1977
Gli attentati di Mosca dell'8 gennaio 1977 consistettero in una serie di tre esplosioni in determinate zone della capitale sovietica. Questa serie di attacchi terroristici provocarono 7 morti e 37 feriti gravi. Nessuno rivendicò gli attacchi, sebbene tre membri di un'organizzazione nazionalista armena furono condannati a morte rei dell'accaduto dopo un processo segreto in seguito alle indagini del KGB. Alcuni dissidenti sovietici affermarono che i sospettati erano in possesso di un alibi, e Andrej Sacharov sostenne che la serie di attentati fosse stata orchestrata proprio dal KGB. Secondo lo storico Jay Bergman, "i veri autori delle esplosioni non sono mai stati determinati con certezza".

## Esplosioni
L'8 gennaio 1977, tre ordigni furono detonati in varie zone di Mosca. La prima bomba esplose alle 17:33 ora locale in un treno affollato tra le stazioni Izmajlovskaja e Pervomajskaja della metropolitana. Alle 18:05, una seconda bomba fu detonata all'interno di un negozio di alimentari vicino alla Lubjanka. Cinque minuti dopo una terza bomba esplose vicino a un altro negozio di alimentari sulla ulica 25 Oktjabrja (l'attuale Nikol’skaja ulica), proprio a poche centinaia di metri dalla sede del Partito Comunista dell'Unione Sovietica. L'8 febbraio 1977, Izvestia, un giornale ufficiale del governo sovietico, riportò che gli attacchi avevano causato 7 morti e 37 feriti.

## Indagini
Le indagini ufficiali furono condotte dal KGB, e non dalla milicija di Mosca. Un primo sospettato chiamato Potapov venne arrestato a Tambov dopo aver detonato un esplosivo che uccise la moglie del suo vicino e le sue due figlie. Dopo l'arresto, Potapov confessò di esser stato lui l'artefice degli atti di terrorismo a Mosca. Tuttavia, si scoprì essere una confessione forzata e, dopo un'indagine durata un mese, il caso fu archiviato dagli agenti del KGB.
Nell'ottobre del 1977, fu ricevuta una prova sospetta del coinvolgimento degli armeni. All'Aeroporto Internazionale di Tashkent un ufficiale del KGB notò una donna che portava con sé una borsa simile a quella di una ricostruzione dell'ordigno inviata dal KGB a tutte le sue filiali. Si scoprì che quelle borse venivano prodotte solamente a Erevan. Nel novembre del 1977, Stepan Zatikjan, un membro fondatore del clandestino Partito Nazionale Unito, fu arrestato; anche i complici Zaven Bagdasarjan e Hakop Stepanjan furono presi in custodia dopo un tentativo fallito di detonare una bomba nella stazione ferroviaria di Kurskij a Mosca. Dopo un processo segreto, Zatikjan, Stepanjan, e Bagdasarjan furono dichiarati tutti colpevoli il 24 gennaio e giustiziati cinque giorni dopo. La stampa sovietica pubblicò soltanto un articolo dedicato alla serie di attentati, citando Zatikjan come il solo perpetratore. Secondo il generale del KGB Filipp Denisovič Bobkov, tutte le pubblicazioni furono bloccate nella RSS Armena dall'allora presidente armeno Karen Demirčjan.

## Sospetti sul KGB
Molto tempo dopo gli attentati, il giornalista sovietico Victor Louis (nato Vitalij Evgen’evič Lui), un noto agente provocatore del KGB, pubblicò un articolo sul coinvolgimento dei dissidenti sovietici negli attentati.. Dopo esser venuto a conoscenza di tale articolo, Andrej Sacharov scrisse un "appello alla comunità mondiale" nel quale chiese delle indagini imparziali e suggerì l'idea secondo cui gli attentati fossero stati orchestrati dallo stesso KGB per discreditare l'intero movimento dei dissidenti sovietici.
Sacharov affermò:
Dopo tale dichiarazione, Sacharov non solo venne attaccato dai giornali sovietici ma ricevette anche minacce via telefono. Molte persone cercarono di entrare nel suo appartamento, sostenendo di essere i parenti di coloro che furono uccisi nella metropolitana.
Il 1º febbraio 1979, il Gruppo Helsinki di Mosca fece una dichiarazione ufficiale "Sull'esecuzione di Stepan Zatikjan e di due individui anonimi" dove alla fine affermò che: "La mancanza di trasparenza e l'intera atmosfera di segretezza fornisce motivazioni per dubitare della validità delle cariche, dell'obiettività e dell'imparzialità della corte."
Il dissidente sovietico Aleksandr Nikolaevič Tarasov affermò di esser stato anche lui interrogato all'epoca da un investigatore del KGB, che cercò di "convincerlo" ad essere il responsabile dell'esplosione. A meno che "io non avessi avuto un alibi al 300%" (era stato confinato in un ospedale, durante gli attentati), "avrebbero condannato me e non Zatikjan", disse Tarasov.
Secondo l'ex colonnello del KGB Oleg Gordievskij, i tre armeni erano stati selezionati come capri espiatori per questo atto terroristico. Gordievskij scrisse che:
Secondo gli storici Mihail Geller e Aleksandr Nekrič, Zatikjan, Stepanjan e Bagdasarjan possedevano un alibi confermato da numerosi testimoni, e la loro condanna a morte rappresentò la prima esecuzione politica in Unione Sovietica dopo la morte di Stalin.
Il dissidente Sergej Grigor’janc sostiene che il capo del KGB Jurij Andropov e il colonnello Filipp Bobkov sono stati i responsabili dell'attentato.